# Jacob Caro
Pour les articles homonymes, voir Caro.
Jacob Caro (né le 2 février 1835 à Gnesen et mort 12 décembre 1904 à Breslau) est un historien et professeur d'université prussien.

## Biographie
Caro est issu d'une vieille famille de rabbins : son père est le rabbin germano-polonais Joseph Chajim Caro (1805-1895). Après le lycée de Posen, il étudie l'histoire et la philosophie à l'Université de Berlin et à l'Université de Leipzig. Il rédige sa thèse de doctorat Über die Wahl König Siegismunds III. von Polen. En 1862, il entreprend des voyages d'études en Galicie et dans le sud de la Russie. Bien que sa demande d'habilitation avec la monographie Die Parteikämpfe der Häuser Zborowski und Zamoyski est rejetée, il est admis à l'Université d'Iéna en 1863 en tant que maître de conférences en histoire.
À Iéna, il est chargé par la maison d'édition Perthes de poursuivre la série de livres sur l'histoire de la Pologne que Richard Roepell (de) a commencée avec Geschichte Polens, Erster Theil, pour la collection Perthes Histoire des États européens. Il est allé à Saint-Pétersbourg pendant six mois pour y mener des études d'archives. Il y vit ensuite quelques années à la cour du tsar Alexandre II et devient le compagnon de voyage de la grande-duchesse Elena Pavlovna. Il refuse une offre de poursuivre sa carrière professionnelle dans la fonction publique russe. Après la publication de son livre Geschichte Polens, Zweiter Theil (1300–1386) en 1863, il retourne à l'Université d'Iéna en 1865 en tant que chargé de cours.
En 1869, il est nommé professeur honoraire à l'Université de Breslau, où il est nommé professeur agrégé d'histoire en 1876. Après avoir écrit un autre volume en série pour la collection de Perthes, il est honoré par l'Université de Breslau avec le prix du titre de professeur honoris causa. En 1884, il est nommé professeur titulaire à Breslau. Dans la période 1863-1886, il publie les volumes II à V de l'œuvre complète mentionnée.En 1886, il est accepté comme membre correspondant de l'Académie russe des sciences à Saint-Pétersbourg.
Son intérêt scientifique porte principalement sur l'histoire, la culture et la littérature des peuples slaves. En plus de ses activités d'enseignement, Jacob Caro travaille également au ministère des Affaires étrangères à Berlin de 1869 à 1875. Parfois, il est recteur de l'Université de Breslau.

## Travaux
- Das Interregnum Polens im Jahr 1586, oder die Häuser Zborowski (de) und Zamojski. Gotha 1861.
- Geschichte Polens (Fortsetzung der von Richard Roepell (de) begonnenen Geschichte Polens).

1. Première partie. Hambourg 1840, écrit par Richard Roepell (numérisé)
2. Deuxième partie (1300–1386). Gotha 1863 (réimpression inchangée : Elibron Classics, USA  (ISBN 978-0-543-82277-2)), 617 pages (numérisées).
3. Troisième partie (1386–1430). Gotha 1869, 657 pages (copie numérique).
4. Quatrième partie (1430–1455). Gotha 1875 (réimpression inchangée : Elibron Classics, USA  (ISBN 978-0-543-82269-7)), 513 pages (numérisées).
5. Cinquième partie (1455–1486). Gota 1886.
6. Cette compilation est poursuivie par Ezechiel Zivier (de) : Histoire moderne de la Pologne . Tome I (sans suite par Zivier) : Les deux derniers Jagellons (1506-1572), Gotha 1915, 809 pages.

- Liber Cancellariæ Stanislai Ciolek. Ein Formelbuch der Polnischen Königskanzlei aus der Zeit der Hussitischen Bewegung. Wien 1871/74 (2 Bde.).
- Aus der Kanzlei Kaiser Siegmunds. Wien 1879.
- Beata und Halszka. Eine Polnisch-Russische Geschichte aus dem 16. Jahrhundert. Breslau 1880.
- Lessing und Swift. Studien über Nathan den Weisen. Jena 1869.
- Die historischen Elemente in Shakespeares’s »Sturm« und »Wintermährchen«. In: Englische Studien (Eugen Kölbing, Hrsg.), Band II, Gebr. Henninger, Heilbronn 1879, S. 141–185 (online).
- Das Bündnis zu Canterbury. Eine Episode aus der Geschichte des Konstanzer Konzils. Gotha 1880.
- Ueber eine Reformationsschrift des 15. Jahrhunderts. Danzig 1882.
- Johannes Longinus. Ein Beitrag zur Literaturgeschichte. Jena 1863.
- Catherina II. von Russland. Breslau 1876.
- Jan Ostroróg (de). 1882.
- Vorträge und Essays. 1906.
- Richard Roepell, in: Chronik der Königlichen Universität zu Breslau für das Jahr vom 1. April 1893 bis zum 31. März 1894, Jahrgang 8, Breslau 1894, Seite 99–119 (Digitalisat).